# Негодяи (фильм, 2009)
«Негодяи» (хинди कमीने, Kaminey) — индийская криминальная драма режиссёра Вишала Бхарваджа, снятая на языке хинди и вышедшая в прокат 14 августа 2009 года. Главные роли исполнили Шахид Капур и Приянка Чопра. Сюжет рассказывает о двух враждующих близнецах, каждый из которых оказывается втянут в криминальные разборки. Сценарий фильма был написана Бхарджваджем на основе работы кенийского автора, которую он выкупил во время своей работы в Уганде.
Фильм имел успех в прокате, собрав вдвое больше чем потребовалась на производство и рекламу, и получил признание критиков, несколько из которых поместили его на первое место в своих списках «Лучший фильм года». Картина принесла создателям Filmfare Award за лучшие спецэффекты и две Национальные кинопремии.

## Сюжет
Пути братьев-близнецов Чарли и Гудду расходятся после смерти их отца. Хотя они остаются одинаковыми внешне, но совершенно разные по характеру и имеют разные недостатки речи: Чарли шепелявит, а Гудду заикается. Гудду поступает в колледж, а Чарли присоединяется к трем братьям, устраивающим договорные гонки, и мечтает о том, чтобы стать букмекером на ипподроме. Он заводит тесную дружбу с младшим из братьев — Майклом.
Когда Чарли оказывается обманут жокеем, которому заплатили за проигрыш, он вместе с Майклом отправляется к нему в отель, чтобы отомстить. В это же время в отеле двое полицейских убивают торговцев наркотиками, забирают у них футляр от гитары наполненный кокаином и прячут его в своей машине, собираясь позже передать его наркобарону Таши. Эту машину вскоре угоняют Чарли и Майкл.
В этот же день Свити, подруга Гудду, сообщает ему, что беременна. Гудду не остается другого выхода кроме как жениться, поскольку Свити — сестра местного политика Сунила Бхопе. Однако того не устраивает такой зять, и он посылает своих людей на свадьбу, чтобы ей помешать. Свити приходится вмешаться, угрожая людям брата огнем, чтобы спасти Гудду и сбежать вместе с ним.
В поисках Гудду и Свити люди Бхопе встречают Чарли и Майкла, которые собирались нажиться на найденном кокаине. Они требуют от Чарли раскрыть местонахождение брата. В ходе спора Бхопе убивает пьяного Майкла, встрявшего в разговор.
Тем временем полицейские арестовывают Гудду, приняв его за Чарли, и пытаются выбить из него местонахождение кокаина. Гудду удается подтвердить свою личность, только когда ему с телефона Чарли звонит Бхопе. Он предлагает полицейским обменять одного брата на другого. Гудду и Свити привозят в дом её брата, где тот сообщает, что уже договорился выдать сестру за сына местного застройщика в обмен на крупную сумму денег. Гудду предлагает отдать ему кокаин в обмен на их со Свити свободу и отправляется за ним в дом Чарли.
Когда полицейские забирают Чарли, ему удается высвободится и договориться с Таши об обмене наркотиков на 1 млн фунтов стерлинга. Вернувшись за кокаином, он сталкивается с братом и ввязывается с ним в драку, но в итоге решает отдать кокаин Гудду. Между тем Свити узнает, что, получив кокаин, Бхопе собирается убить Гудду и устраивает стрельбу. Гудду относит кокаин в полицию, после чего идет в дом Бхопе, куда также прибывают Таши и его люди с Чарли в качестве заложника. Бхопе и Таши договариваются вместе заняться торговлей наркотиками. Однако Чарли захватывает футляр с кокаином и добивается освобождения Гудду и Свити. После того как пара скрывается прибывает полиция и завязывается перестрелка, в которой погибают почти все присутствующие.
Спустя полгода Свити рожает близнецов.

## В ролях

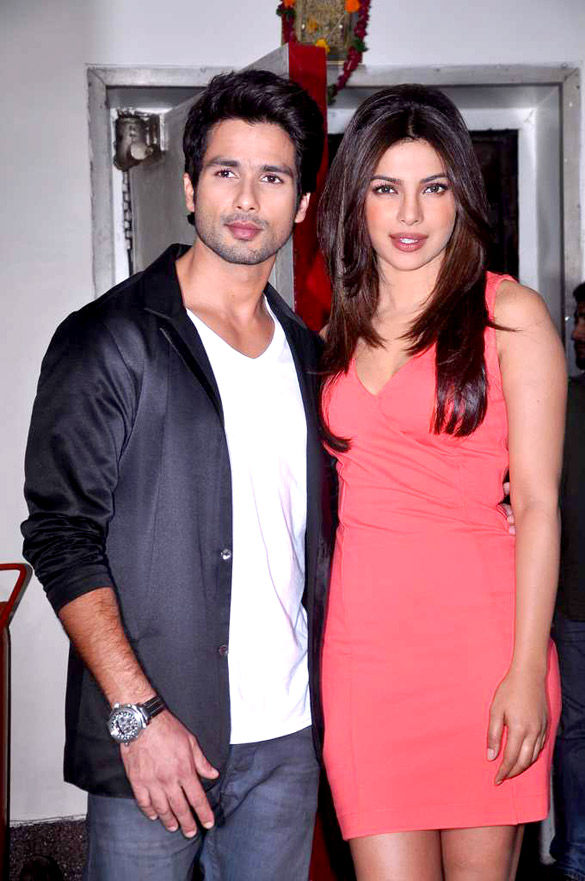
Шахид Капур и Приянка Чопра

- Шахид Капур — Гудду Шарма и Чарли Шарма
- Приянка Чопра — Свити Бхопе
- Амол Гупте[англ.] — Сунил Бхопе
- Чандан Рой Саньял[англ.] — Майкл
- Деб Мукерджи[англ.] — Муджиб
- Шивкумар Субраманиам — полицейский Лобо
- Ришикеш Джоши[англ.] — полицейский Леле
- Тензинг Нима — наркобарон Таши

## Производство
Во время семинара по написанию сценариев, проведенного Мирой Наир в 2005 году, Каджетан Бой, кенийский писатель из Найроби, показал Вишалу Бхардваджу сценарий о братьях-близнецах из городских трущоб и событиях, которые происходят в их жизни в течение 24 часов. Бхардваджу понравился подход Боя к сценарию; они с Наир обсудили его и подумали, что это типичный болливудский фильм масала. Позже Бой прислал Бхардваджу ещё один черновик своего сценария. Три года спустя режиссёр попросил Боя продать ему идею и купил сценарий за 4000 долларов. Бхардвадж переработал его и добавил некоторые элементы Болливуда и темную, серьезную сторону. Работа над сценарием шла совместно с писателями Сабриной Дхаван, Абхишеком Чаубей и Супратиком Сеном. Во время написания сценария большинство исходных идей было изменено, и кульминация была «индианизирована». В переработанной версии один из братьев заикался, а другой — шепелявил.
По словам Бхарваджа, идея для названия пришла из фильма Гулзара Ijaazat (1987), в котором ведущий актёр (Насируддин Шах) с помощью этого слова обращается к актрисе в любящей манере; это был первый раз, когда режиссёр услышал это слово таким образом.
Несколько СМИ сообщали, что Бхардвадж рассматривал на главную роль многих актёров перед тем, как выбрать Шахида Капура, но режиссёр это опроверг. Приянка Чопра сначала отказалась от совей роли, сказав, что ей кажется, что это «фильм для мальчиков», а её роль из восьми сцен не казалась достаточно хорошей. Однако Бхардвадж уговорил её согласиться. Идея взять на роль сценариста Амола Гупте пришла от директора по кастингу Хани Терхан. На роль торговца наркотиками Таши режиссёр выбрал своего друга Тенцинга Нима — туроператора в Массури — сказав, что у него были характер и отношение, которые он хотел, и странное чувство юмора.
Режиссёр поручил всему актёрскому составу и съёмочной группе посмотреть такие классические фильмы, как «Карты, деньги, два ствола», «Большой куш», «Криминальное чтиво» и «Настоящая любовь», чтобы изучить нюансы и познакомиться с жанром.
Готовясь к роли братьев, один из которых заикается, а другой — шепелявит, Шахид Капур встречался и работал с логопедами и людьми с такими же дефектами речи. У него также ушел год на то, чтобы привести себя в форму больше соответствующую персонажу Чарли. По словам Капура, ему было трудно переходить от одного персонажа к другому.
Приянка Чопра рассказывала, что ей было сложно убедительно изобразить девушку-маратхи из Махараштры, поскольку у нее другое культурное прошлое. Ей пришлось перенять другой язык тела и акцент, чтобы соответствовать персонажу. Чтобы сделать персонажа как можно более аутентичным, она даже выучила язык маратхи, что оказалось для неё трудной задачей.
Съемки начались в середине 2008 года и проходили в основном в Мумбаи. Некоторые важные железнодорожные сцены были сняты в Вади Бандер Ярд возле Сандхерст Роуд. Во время ночных съемок сцены в Пуне Чопра получил легкие травмы. Актриса должна была ехать на мотоцикле, а Шахид Капур сидел позади неё. Оба упали с мотоцикла, когда тот заскользил по грязи. Капур не пострадал, а Чопра получила царапины и синяки. Сообщалось, что Капур получил несколько ранений во время съёмок других сцен. Во время съемок Чопра охрипла, потому что ей приходилось выкрикивать свои реплики, что было неотъемлемой частью её роли как «чрезвычайно громкой девушки из Махараштры». Поскольку Капуру было очень сложно играть обоих персонажей почти в одно и то же время; он менял роли каждый день.

## Саундтрек
Все тексты написаны Гулзаром, вся музыка написана Вишалом Бхардваджем.
| №                   | Название                    | Исполнители                                                      | Длительность |
| ------------------- | --------------------------- | ---------------------------------------------------------------- | ------------ |
| 1.                  | «Dhan Te Nan»               | Сукхвиндер Сингх, Вишал Дадлани                                  | 4:41         |
| 2.                  | «Fatak»                     | Сукхвиндер Сингх, Кайлаш Кхер                                    | 5:30         |
| 3.                  | «Go Charlie Go»             | без вокала                                                       | 2:12         |
| 4.                  | «Kaminey»                   | Вишал Бхарадвадж                                                 | 5:58         |
| 5.                  | «Raat Ke Dhai Baje»         | Суреш Вардкар, Рекха Бхардвадж, Сунидхи Чаухан, Кунал Ганджавала | 4:31         |
| 6.                  | «Pehli Baar Mohabbat»       | Мохит Чаухан                                                     | 5:20         |
| 7.                  | «Dhan Te Nan» (Remix)       | Сукхвиндер Сингх, Вишал Дадлани                                  | 4:03         |
| 8.                  | «Raat Ke Dhai Baje» (Remix) | Кунал Ганджавала                                                 | 4:20         |
| Общая длительность: | Общая длительность:         | Общая длительность:                                              | 35:57        |

## Критика
Лиза Церинг в отзыве для Hollywood Reporter отметила, что «фильм, вероятно, приведет в восторг критиков, но, несмотря на яркую игру двух главных звезд Индии, бывшей Мисс мира Приянки Чопры и мускулистого Шахида Капура, пустое эмоциональное ядро может помешать ему добиться больших кассовых сборов».
Таран Адарш в своей рецензии для Bollywood Hungama оценил фильм на 4 из 5, сказав что «это не обычный фильм масала… Нужно быть внимательным, очень внимательным, чтобы уловить происходящее, а также уследить за поворотами сюжета».
Столько же баллов дал фильму Раджив Масанд, который назвал его «непредсказуемой криминальной драмой, в которой насилие и чёрный юмор сочетаются в манере, напоминающей фильмы Квентина Тарантино, Гая Ричи и братьев Коэнов, добавив, что фильм «настолько оригинален и изобретателен, что берет любимую формулу Болливуда — братьев-близнецов — и переворачивает её с ног на голову».
Влияние работ этих режиссёров, а также Стивена Фрирза упомянула в своём отзыве и Шубхра Гупта из The Indian Express.
Ашок Наяк с сайта NowRunning назвал «Негодяев» одной из лучших работ Вишала Бхардваджа на момент выхода, заметив что «каждый персонаж четко определен, идеально составлен и получает достаточно времени на экране, чтобы произвести впечатление». 
Никхат Казми из The Times of India также написал, что фильм требует от зрителя безудержного внимания: «он дразнит вас своим остроумием и постоянно заставляет идти в ногу с захватывающим дух развитием драмы, разворачивающейся в быстрых монтажных кадрах, головокружительных ракурсах ручной камеры и мрачной задумчивой атмосфере».
Раджа Сен с сайта Rediff отметил, что у режиссёра получился «поразительно умный, новаторский фильм с настоящими сюрпризами», добавив что он «заново изобретает „американские горки“ с лихорадочным весельем, беря чудесно извилистый сюжет и безупречно шагая по нему вокруг группы сумасшедших, неотразимых персонажей».

## Награды

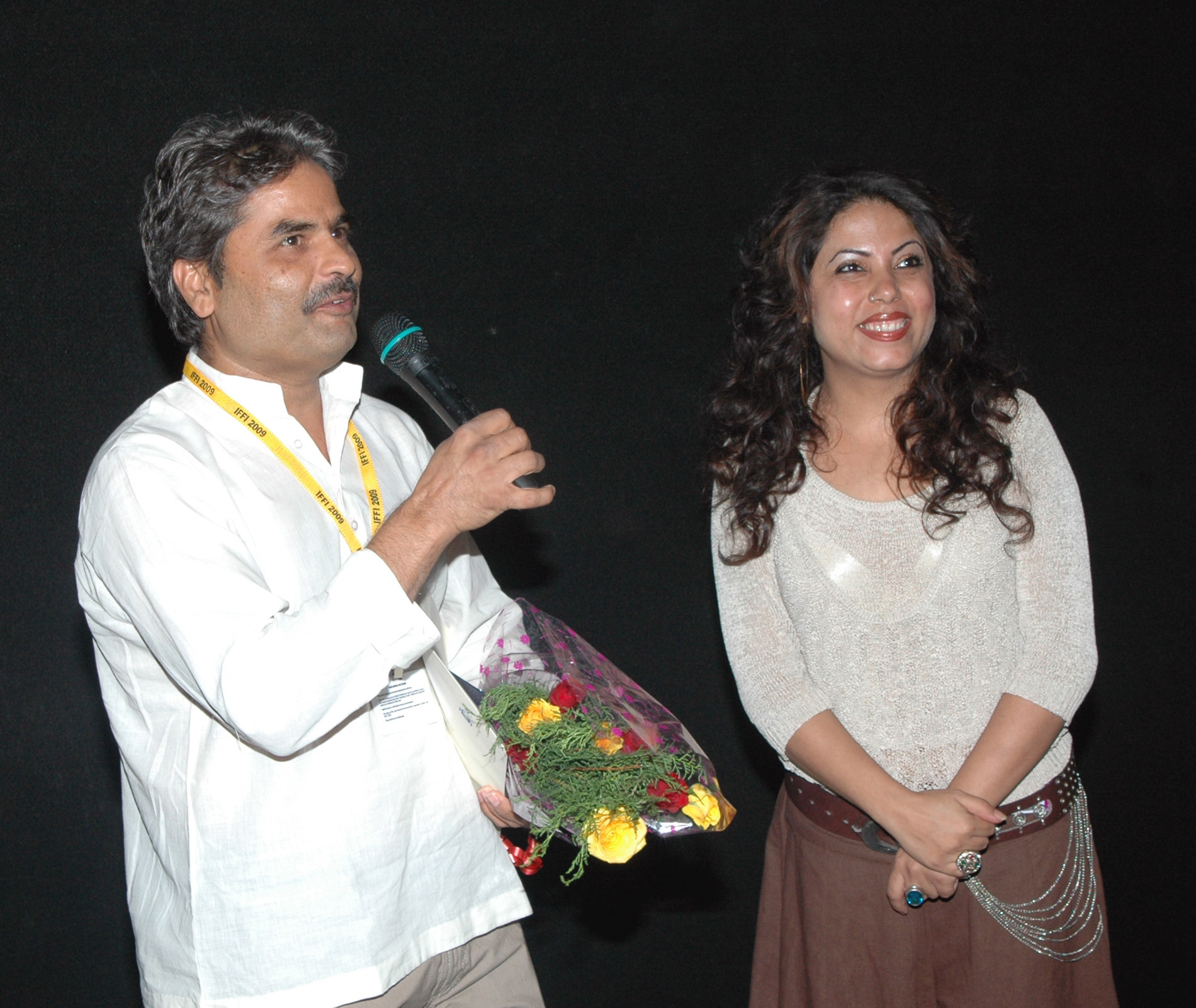
Режиссер Вишал Бхардвадж на презентации фильма во время 40-го Индийского международного кинофестиваля в Панаджи, Гоа, 29 ноября 2009 года

На 55-й церемонии Filmfare Awards «Негодяи» получили большее количество номинаций (10) чем любой другой фильм того года. Фильм также получил наибольшее количество номинаций (18) на премии Гильдии кинопродюсеров 2009. На церемонии награждения Screen Awards 2010 фильм получил 19 номинаций, в том числе за лучший фильм, лучшую режиссуру, лучшую мужскую и лучшую женскую роль.
- Национальная кинопремия за лучший звук — Субхаш Саху[25]
- Специальный приз жюри Национальной кинопремии — А. Шрикар Правсад[англ.][25] (за несколько работ)
- Filmfare Award за лучшие спецэффекты — Говардхан Виграхам[26]
- Премия международной академии кино Индии за лучшую постановку боевых сцен — Шьям Каушал[27]
- Кинопремия гильдии продюсеров за лучшее исполнение главной женской роли — Приянка Чопра[28]
- Кинопремия гильдии продюсеров за лучшее исполнение отрицательной роли — Амол Гупте[28]
- Screen Award за лучшую мужскую роль по выбору публики — Шахид Капур[29]
- Stardust Awards[англ.] за лучшую мужскую роль по мнению редактора — Шахид Капур[30]